# Raci Constant
Raci Constant (en llatí Racius Constans) va ser un governador romà del temps de l'Imperi.
Va ser nomenat governador de l'illa de Sardenya per l'emperador Septimi Sever. Per alguna raó desconeguda, el mateix emperador el va fer condemnar a mort durant l'exercici del seu càrrec, i fou executat.